# Stjepan Radić (pijanist)
Stjepan Radić (Zagreb, 9. studenoga 1928. – Zagreb, 22. ožujka 2010.), bio je hrvatski pijanist i profesor na Muzičkoj akademiji u Zagrebu, političar i počasni predsjednik Hrvatske seljačke stranke.

## Životopis
Stjepan Radić rodio se u Zagrebu 1928. godine, tri mjeseca nakon smrti njegovog djeda, hrvatskog političara Stjepana Radića, preminulog od posljedica ranjavanja u atentatu u beogradskoj Narodnoj skupštini. Sin je Vladimira i Marije Radić (rođ. Devčić).
Na Filozofskom fakultetu u Zagrebu studirao je anglistiku i filozofiju a paralelno i studij glazbe na Muzičkoj akademiji u Zagrebu. Godine 1955. završio je studij glasovira kod Svetislava Stančića na Muzičkoj akademiji u Zagrebu, a zatim se 1958. i 1959. godine usavršavao kod Carla Zecchija na Akademiji Santa Cecilia u Rimu gdje je stekao naslov magistra. Od 1956. do 1961. godine komorni je pratilac na RTV Zagreb, od 1961. godine do umirovljenja profesor na Muzičkoj akademiji u Zagrebu.
Svirao je u zemlji i inozemstvu te je dobitnik brojnih domaćih i stranih nagrada i priznanja.
Nositelj je visokih nacionalnih priznanja, među kojima je istaknuta Nagrada Vladimir Nazor za životno djelo, jedan je od istinski velikih glazbenika hrvatske suvremene kulture.
Umro je u Zagrebu, 22. ožujka 2010. godine a pokopan je 25. ožujka 2010. godine na zagrebačkom groblju Mirogoju.

## Politička djelatnost
Zbog svoga političkog angažmana 1945. godine pretučen je te je izbačen sa svih dužnosti ondašnje Jugoslavije a nakon emigracije izručen je i osuđen na godinu dana zatvora. Osuđen je 30. kolovoza 1946. godine a kazna mu je, nakon molbe odvjetnika Ive Politea, pretvorena u uvjetnu.
U politiku po drugi put ulazi, nakon demokratskih promjena u Hrvatskoj, 1991. godine, učlanjenjem u Hrvatsku seljačku stranku gdje je bio zamjenik predsjednika i počasni predsjednik. Za vrijeme svoga političkog djelovanja bio je HSS-ov zastupnik u trećem sazivu Hrvatskog sabora, a jedno vrijeme bio je i njegov potpredsjednik (1995. – 2000.).

## Nagrade i priznanja
- 1961.: Nagrada Milka Trnina.[7]
- 1994.: Nagrada Vladimir Nazor za životno djelo.[8]
- 2008.: Nagrada Lovro pl. Matačić za životno djelo.[9]

## Vanjske poveznice
- Zlatko Madžar, [neaktivna poveznica] Vijenac, br. 420, 8. travnja 2010.
- Hrvatsko društvo glazbenih umjetnika – Predsjednici HDGU: Stjepan Radić, pijanist  Arhivirana inačica izvorne stranice od 14. travnja 2009. (Wayback Machine)
- LZMK – Hrvatska enciklopedija: Radić, Stjepan